# Ганчо Хаджипанзов
Ганчо Иванов Хаджипанзов или Панзов (изписване до 1945 година: Ганчо Ивановъ хаджи Панзовъ) е поет и участник в Испанската гражданска война и член на ВМРО (обединена).

## Биография
Роден е в град Велес през януари 1900 година или на 12 август 1900 година в семейството на българския учител Иван Хаджипанзов. Като ученик влиза в революционното движение и поради това е изключен от гимназията в родния си град. 
Доброволец е в Българската армия през Първата световна война. В 1919 - 1920 година е артист в Кооперативния театър в София.
През 1920 година се включва в предизборната кампания на ЮКП за общинските и парламентарни избори. Същата година заедно с Никола Оровчанец, Бане Андреев и Георги Шоптраянов става член на Литературно-художественото дружество „Нада“. Заедно с други комунисти издава нелегалният вестник „Искра“, който е списван на велешки диалект. Скоро след това заминава за Скопие, където продължава да учи и да отслужва военната си служба, като не спира да се занимава с революционни дейности.
Гонен през ноември 1923 година преминава нелегално българската граница с идеята да учи новинарство в София. През есента на 1924 година през Гърция заминава за Париж, където става член на Френската комунистическа партия и се включва в работите на синдикатите. Във Франция се включва в работата на тамошната македонска емиграция, ставайки член на ВМРО (обединена) и на македонската народна федеративна група.
След избухването на Испанската гражданска война, Хаджипанзов се включва в дейност на ФКП в помощ на Испанската република. Започва да набира доброволци, които да заминават за Испания да се бият на страната на републиката. Той също заминава с първата група доброволци. Там след като преминава военно обучение му е даден чин сержант и той влиза в състава на първа международна бригада, създадена през октомври 1936 година. В началото на ноември бригадата е изпратена да помага в отбраната на Мадрид. На 18 ноември при нападение край Университетския град в Мадрид Хаджипанзов загива. При смъртта му до него са Трайко Мишковски и Борис Атков, които го погребват.

## Творчество
Творческата активност на Хаджипанзов е свързана най-вече с периода му в Париж. Там пише на френски език, а от творчеството му е запазена поемата „Ще се върна“ и няколко песни: „Детството на един град“, „Сирени“, „Бал на вентилаторите“, „Поема за родния град“ и „Алказар“.
На шестия месец от смъртта му в родната му къща се организира помен, на който присъстват негови другари. Там Кочо Рацин, който е приятел на сестра му Румена Хаджипанзова, прочита песента „Испанска балада“ посветена на трагичната му смърт.
През 1961 година в книгата „Испанска земя“, съдържаща спомени на участници от Македония в Испанската гражданска война, за първи път е публикувана поемата на Хаджипанзов „Ще се завърна“. През 1986 година Перо Коробар издава монографията си „Ганчо Хаджипанзов“.